# ウルリケ・リヒター
ウルリケ・リヒター（Ulrike Richter 1959年6月17日 - ）は、東ドイツザクセン州ゲルリッツ出身のドイツ人女子競泳選手。1976年モントリオールオリンピックにおいて100m背泳ぎ・200m背泳ぎ・400mメドレーリレーで金メダル3個を獲得した。

## 経歴

### 1973年世界選手権
100m背泳ぎと400mメドレーリレーで金メダルを獲得した。400mメドレーリレーの第1泳者として1分4秒99の世界新記録も樹立した。

### 1974年欧州選手権
100m背泳ぎ・200m背泳ぎ（2分17秒35・世界新）・400mメドレーリレー（4分13秒78・世界新）の三冠を達成した。

### 1975年世界選手権
100m背泳ぎと400mメドレーリレーで金メダル、200m背泳ぎで銅メダルを獲得した。

### 1976年モントリオールオリンピック
100m背泳ぎ・200m背泳ぎ・400mメドレーリレー（4分7秒95・世界新）の三冠を達成した。
| 種目               | 予選          | 準決勝        | 決勝                  |
| ------------------ | ------------- | ------------- | --------------------- |
| 100m背泳ぎ         | 1:03.61 (1位) | 1:02.39 (1位) | 1:01.83 (1位・五輪新) |
| 200m背泳ぎ         | 2:17.58 (1位) |               | 2:13.43 (1位)         |
| 400mメドレーリレー | [ 5 ]         |               | 4:07.95 (1位・五輪新) |
| リレーラップタイム |               |               | 1:02.23               |

### 1977年欧州選手権
400mメドレーリレーで金メダル、100m背泳ぎ・200m背泳ぎで銀メダルを獲得した。